# Massimo Chiaventi
Massimo Chiaventi (Porto Mantovano, 4 ottobre 1951 – Mantova, 2 giugno 1999) è stato un politico italiano.

## Biografia
Esponente della corrente migliorista del Partito Comunista Italiano, dopo le elezioni amministrative del 1985 fu eletto dal Consiglio provinciale di Mantova Presidente della Provincia, carica che gli fu riconfermata nel 1990.
Alle elezioni politiche del 1992 entrò nella Camera dei deputati in rappresentanza del PDS, avendo ottenuto oltre 8000 preferenze nella circoscrizione Mantova-Cremona. Abbandonò perciò il suo incarico alla provincia; l'impossibilità di trovare un accordo sul suo sostituto portò ad elezioni anticipate.
Non ricandidato nel 1994, accusò con toni duri Massimo D'Alema e Davide Visani di voler effettuare una "pulizia etnica" verso la corrente a cui apparteneva.
Nel 1997 ritornò nell'amministrazione provinciale: fu scelto come vicepresidente dalla nuova presidente della provincia Tiziana Gualtieri, del PPI, e gli fu conferito l'assessorato alla Programmazione-Pianificazione territoriale e Trasporti. In questa veste si occupò molto della navigazione sul fiume Po.
Morì all'età di 47 anni per un infarto.
Era membro del Partito Radicale Transnazionale.